# Céline Lomez
Vous pouvez aider à l'améliorer ou bien discuter des problèmes sur sa page de discussion.
- Il ne cite pas suffisamment ses sources. Vous pouvez indiquer les passages à sourcer avec {{référence nécessaire}} ou {{Référence souhaitée}}, et inclure les références utiles en les liant aux notes de bas de page. (Marqué depuis mai 2024)
- Certaines informations devraient être mieux reliées aux sources mentionnées dans la bibliographie ou les liens externes. Améliorez sa vérifiabilité en les associant par des références. (Marqué depuis mai 2024)

- Archive Wikiwix
- Bing
- Cairn
- DuckDuckGo
- E. Universalis
- Gallica
- Google
- G. Books
- G. News
- G. Scholar
- Persée
- Qwant
- (zh) Baidu
- (ru) Yandex
- (wd) trouver des œuvres sur Wikidata

Céline Lomez est une chanteuse et actrice québécoise née à Montréal le 11 mai 1953.

## Biographie
Elle débute à l'âge de 12 ans, en 1965, comme danseuse à l'émission Jeunesse d'aujourd'hui. Elle forme ensuite le duo Céline et Liette avec sa sœur jumelle Liette Lomez (qui sera, plus tard, l'une des membres de la formation disco Toulouse). Par la suite, Céline Lomez connaît plusieurs succès sur disque, notamment avec les chansons Ce que tu veux, je l'ai (1970), L'amour dans les rangs de coton (1974) et Vol de nuit (1979). Elle mène aussi une belle carrière d'actrice au cinéma, en tournant pour de grands réalisateurs, dont Denis Héroux, Louise Carré et surtout Denys Arcand qui la met brillamment en vedette dans le film Gina en 1975.
Elle se retire du milieu artistique vers la fin des années 80, puis effectue un bref retour en 1995 avec la publication de l'album Nuits d'enfer et une participation au film La Vengeance de la femme en noir de Roger Cantin deux ans plus tard.

## Discographie

### Albums
- 1971 : Ce que tu veux, je l'ai (Disques Trans-Canada)
- 1971 : Après-ski (Disques Trans-Canada)
- 1976 : Circociel (Disques Deram)
- 1979 : Vol de nuit (Disques Deram)
- 1980 : (en) Burning (Tiffany-Discotel)
- 1995 : Nuits d'enfer (Productions Esméralda Inc. – ESM)

### Compilations
- 1973 : Mon disque d'or (Disques Trans-Canada)
- 1999 : Les grands succès (Disques Mérite)

## Filmographie

### Cinéma
- 1970 : L'Initiation de Denis Héroux : Christine
- 1971 : Après ski de Roger Cardinal : Terry Lopez
- 1972 : L'Apparition : la fille
- 1973 : Réjeanne Padovani de Denys Arcand : Manon
- 1975 : Gina de Denys Arcand : Gina
- 1975 : Pousse mais pousse égal de Denis Héroux : Gisèle Gagnon
- 1978 : L'Argent de la banque (The Silent Partner) de Daryl Duke : Elaine, la complice de Harry Reikle
- 1978 : Plague de Ed Hunt : Margo Simar
- 1980 : Ça peut pas être l'hiver, on n'a même pas eu d'été de Louise Carré : Lise Marquis
- 1988 : The Kiss de Pen Densham : tante Irène
- 1997 : La Vengeance de la femme en noir de Roger Cantin : Mme Malamour

### Télévision
- 1980 : Jungle Love (téléfilm) : Valerie 'Val' Lamont
- 1981 : High Card (série TV) : Zena
- 1986 : Spearfield's Daughter (minisérie) : Simone